# 12615 Mendesdeleon
A 12615 Mendesdeleon (ideiglenes jelöléssel 4626 P-L) a Naprendszer kisbolygóövében található aszteroida. Cornelis Johannes van Houten,  Ingrid van Houten-Groeneveld és Tom Gehrels fedezte fel 1960. szeptember 24-én.